# Úcar
Úcar är en ort i Spanien.   Den ligger i provinsen Provincia de Navarra och regionen Navarra, i den nordöstra delen av landet, 300 km nordost om huvudstaden Madrid. Úcar ligger 502 meter över havet och antalet invånare är 159.
Terrängen runt Úcar är huvudsakligen kuperad, men åt sydost är den platt. Runt Úcar är det glesbefolkat, med 9 invånare per kvadratkilometer. Närmaste större samhälle är Pamplona, 18,4 km norr om Úcar. Trakten runt Úcar består till största delen av jordbruksmark.